# دومینیک چایا
دومینیک چایا (لهستانی: Dominik Czaja؛ زادهٔ ۱۲ اوت ۱۹۹۵) قایقران روئینگ اهل لهستان است.
وی در مسابقات کشوری و بین‌المللی در مجموع برندهٔ ۲ مدال طلا، ۳ مدال نقره، ۴ مدال برنز شده است.